# فیری پی.۴
فیری پی.۴ (به انگلیسی: Fairey_P.4/34) یک هواگرد ملخ‌پیشین تک‌موتوره از نوع بمب‌افکن سبک ساخت شرکت Fairey Aviation است. هواگرد فیری پی.۴ نخستین پروازش را در ۱۳ ژانویه ۱۹۳۷ میلادی انجام داد. در مجموع، تعداد ۲ فروند از این هواگرد ساخته شده‌است.
طراح این هواگرد، Marcel Lobelle بود.